# North Pearsall
North Pearsall es un lugar designado por el censo ubicado en el condado de Frío en el estado estadounidense de Texas. En el Censo de 2010 tenía una población de 614 habitantes y una densidad poblacional de 156,38 personas por km².

## Geografía
North Pearsall se encuentra ubicado en las coordenadas 28°55′22″N 99°5′40″O / 28.92278, -99.09444. Según la Oficina del Censo de los Estados Unidos, North Pearsall tiene una superficie total de 3.93 km², de la cual 3.93 km² corresponden a tierra firme y (0%) 0 km² es agua.

## Demografía
Según el censo de 2010, había 614 personas residiendo en North Pearsall. La densidad de población era de 156,38 hab./km². De los 614 habitantes, North Pearsall estaba compuesto por el 85.34% blancos, el 0.33% eran afroamericanos, el 0% eran amerindios, el 0% eran asiáticos, el 0% eran isleños del Pacífico, el 12.38% eran de otras razas y el 1.95% pertenecían a dos o más razas. Del total de la población el 84.2% eran hispanos o latinos de cualquier raza.